# Список графов и маркизов Прованса

## Ректоры, патриции и префекты меровингского Прованса

### До 561 г.: ректоры Прованса
- 534 или 536—548: Парфений[1], вероятно, один из первых rectores Provinciae
- до 559: Намаций, ректор, потом епископ Вьеннский, канонизирован как святой Наамат (ум. 559)
- Феликс Эннодий, носивший титул патриция
- до 561: бургундский патриций Агрекола[2]

### 561—600: арльский и марсельский Прованс

Раздел Франкского государства после смерти Хлотаря I (561).
Бургундия (владения Гунтрамна)
Парижское королевство (владения Хариберта I)
Австразия (владения Сигиберта I)
Нейстрия (владения Хильперика I)

После раздела в 561 году королевства Хлотаря I между сыновьями провинция Арль досталась Гунтрамну, то есть вошла в состав королевства Бургундии. Но для того, чтобы Австразия получила выход к Средиземному морю, был выделен «австразийский коридор», ведущий от их овернских владений к побережью.
Гунтрамн Бургундский для управления Провансом назначил поочередно трех бургундских патрициев галло-римского происхождения:
- 561—570 — Цельс[2], получивший приказ вернуть город Арль, захваченный Фирмином, графом Клермона, по приказу Сигиберта I
- 569 — Амат[3]
- 570—582 — Эвний, по прозвищу Муммол[3]

Сигиберт I, король Австразии, назначал следующих чиновников:
- 561—569 — Адоварий[4]
- 565 — патриций Бодегизил, сын Мундериха и брат Гондульфа, епископа Тонгрского
- 565 — Гекка, которого Сигиберт назначил располагать Провансом и Марселем
- 569—570 — Луп
- 570—573 — Иовин, с 581 г. епископ Юзесский[5]
- 573—575 — Альбин, с 581 г. епископ Юзесский[5]

После смерти Сигиберта в 575 г., когда на престол вступил его несовершеннолетний сын Хильдеберт II, Гунтрамн как его опекун получил половину Марселя. Фактически от имени обоих монархов правил один чиновник, именуемый «ректором». Ему подчинялся и город Арль. Окрестности Арля, похоже, зависели от местных герцогов.
- 575—587 — Динамий, ректор Прованса, назначенный Гунтрамном; с 582 г., года совершеннолетия Хильдеберта, вступил в конфликт с епископом Марселя Феодором[6]
- 581—583 — Гундульф[7], патриций Прованса, назначенный Хильдебертом II
- с 587 — Ницетий, граф Клермона, rector massiliensis Provincia (ректор марсельского Прованса)[8], назначенный Хильдебертом II
- с 587 — Леодегизил[9], патриций Прованса или герцог Арльского Прованса, назначенный Гунтрамном
- ок. 596 — Аригий, правитель или патриций Прованса, по разным источникам

### VII век — начало VIII века: префекты и патриции
Данные по VII веку разрознены. Известно, что вместо ректоров тогда появились префекты. Они получили дополнительные права чеканить монету от имени короля, в частности, с 613 по 662 гг. — золотую. В качестве префектов Марселя упоминаются:
- ок. 600 — Бабон
- ок. 602 — Эгила; по некоторым данным, занимал этот пост до Леодегизила
- до 629 — Сиагрий
- 629—630 — Дезидерий, брат последнего, сменил его после смерти. Далее стал епископом Каорским после убийства его брата Рустика, носившего этот сан. Причислен к лику святых[10]
- 634—641 — Бадон
- 641—643 — Виллибад
- до 662 — Элигий[11]

С 673—675 гг. Провансом управлял патриций, и резиденция его находилась не в Марселе, а в Арле.
- до 675 — Гектор; убит в Отёне именем Хильдерика II по обвинению в заговоре с епископом Леодегарием
- ок. 680 — Роккон
- 680 — ок. 691 — Бонит; далее сменил своего брата Авита в качестве епископа Клермонского. Причислен к лику святых[12]
- ок. 691 — Агнорий
- Антенор
- Остреберт, или Анседерт
- ок. 700—702 — Немфидий
- 702—716 — Антенор
- 716—732 — Метранн[13]
- до 737 — герцог и патриций Прованса Моронт[14]; в союзе с арабами сражался с Карлом Мартеллом[15]
- с 737 — Аббон; участвовал в подавлении мятежа Моронта[16]; умер около 751[17]

Должность патриция Прованса была упразднена после смерти Аббона. Далее его функции исполняли missi dominici («государевы посланцы»).

## Графы и короли при Каролингах

### Каролингские графы
- 780 — Марцеллин
- Луп
- с 824 — Лейбульф
- 835 — Милон
- 841 — Гарен, или Герен
- до 845 — Одиберт, в 850 г. граф или герцог Прованский
- 845—860 — Фулькрад[18], восставший против Лотаря I
- 850 — Одиберт
- 860 — Алдрих
- 875—879 — Бозон, герцог Прованса, назначенный Карлом Лысым. В 879 г. избран королём Нижней Бургундии; своего двоюродного брата Теобальда назначил графом Арльским для управления Провансом.

### Графы Арля и Прованса
- ?—855 — Бозон Древний (ок.800—ок.855)
- 855—874 — Бозон (II) (820—874), сын предыдущего
- 875—879 — Бозон III Вьеннский (ок.844—887), граф Вьеннский, герцог Прованса
- 874—895 — Теобальд, двоюродный брат предыдущего, супруг Берты, дочери Лотаря II, короля Лотарингии
- 895—926 — Гуго I, сын предыдущего. В 926 году, став королём Италии, уступил графство брату Бозону
- 926—931 — Бозон IV (885—936), брат предыдущего. В 931 г. стал маркграфом Тосканским
- 931—965 — Берта (ок.910—965), дочь предыдущего

В 933 Гуго Арльский передал графство Прованс Рудольфу II королю Верхней Бургундии в обмен на отказ последнего от итальянской короны. Однако местная знать не признала Рудольфа, и в 936 году провозгласила Гуго Чёрного графом и маркизом Прованса.
- 933—935 — Бозон V (I) (ок.895—935), граф Арля и Прованса, муж предыдущей
- 936—952 — Гуго II Чёрный (ок.890—952, герцог Бургундский, брат предыдущего
- 935—949 — Ротбальд I (ум.ок.949), граф Арля

После смерти Гуго Арльского Конрад I, король Арелата, разделил графство Арльское на три части: собственно графство Арльское (Бозон II), графство Авиньон (его брат Гильом) и графство Апт (Грифон). Однако оба первых быстро оттеснили Грифона, а после смерти бездетного Гильома Бозон II снова объединил земли графства в одних руках.
- 949—965 — Гильом I (ум.965), граф Авиньона
- c 949 — Грифон, граф Апта
- 949—968 — Бозон VI (II) (ум. 968)

Его сыновья стали носить титулы графов или маркизов Прованских, причем графский титул получали все дети, без раздела владений.

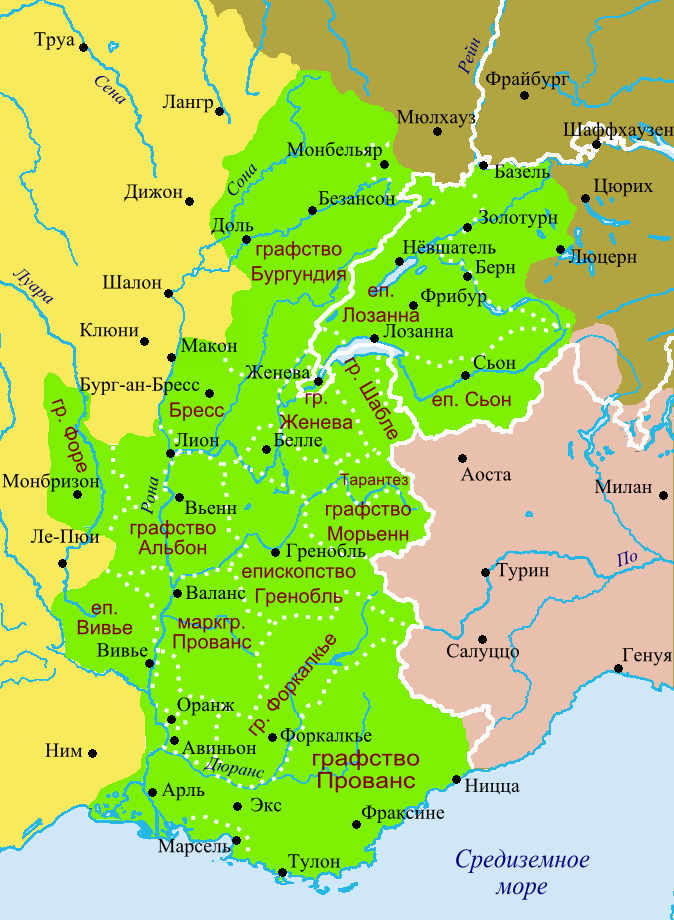
Графство и маркграфство Прованс в составе Бургундского королевства в 1034 году

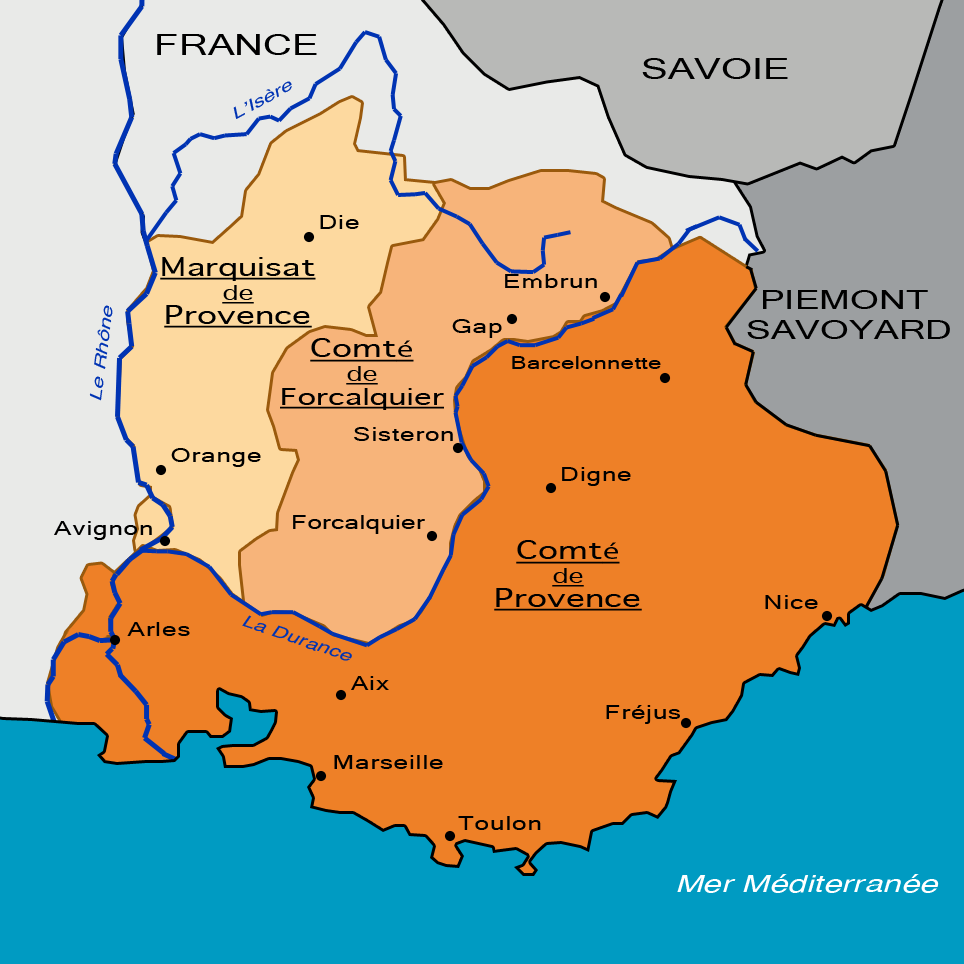
Прованс в 1125 году

## Графы и маркизы Прованские

### Старшая линия потомков Бозона II
- 968—1008 — Ротбальд II, старший сын Бозона II, граф Прованса, после смерти младшего брата Гильома — маркиз
- 1008—1015 — Ротбальд III, сын предыдущего, граф Прованса и Венессена. Достоверных данных о его существовании нет. Возможно это был сам Ротбольд II
- 1015—1037 — Гильом III (V), сын предыдущего, граф и маркиз Прованса
- 1037—1063 — Эмма, сестра предыдущего, графиня Прованса. Ок. 1019 вышла за Гильома III Тайлефера, графа Тулузского

Потомки Эммы см. Графы и маркизы Прованса из Тулузского дома

### Младшая линия потомков Бозона II
- 968—993 — Гильом I (II) Освободитель, младший сын Бозона II, граф Прованса, маркиз Прованса с 979
- 993—1018 — Гильом II (III) Благочестивый, сын предыдущего, граф Прованса (титул маркиза присвоил его дядя Ротбальд I). Титул графа Прованса унаследовали и три его сына:
- 1018 — до 1030 — Гильом IV; потомства не оставил
- 1018—1051 — Фульк Бертран. Графами Прованса стали и его два сына:
  - 1051 — 1063/1067 — Гильом V Бертран. Его единственная дочь Аделаида отказалась от титула графини Прованской и стала графиней Форкалькьера
  - 1051—1065 /1067 — Жоффруа II; потомства не оставил
- 1018—1063 — Жоффруа I, граф и маркиз Прованса
- 1063—1093 — Бертран II, сын предыдущего, граф и маркиз Прованса
- 1093—1115 — Герберга (ум. 1115), сестра предыдущего, графиня Прованса (титул маркиза отошёл Раймунду IV Тулузскому)
- 1112—1130 — Дульса I, дочь предыдущей, графиня Прованса. В 1112 г. вышла за Рамона Беренгера III, графа Барселоны, также принявшего титул графа Прованса как Раймунд Беренгер I

Её потомки см. Графы Прованса из Барселонского и Анжуйского домов

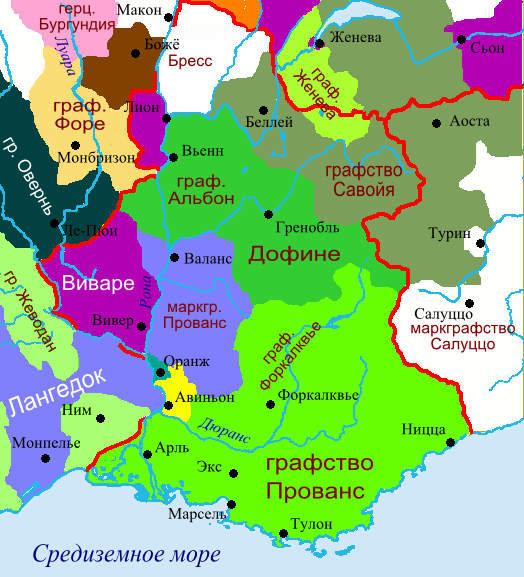
Государственные образования на территории Нижней Бургундии к 1200 г.
Владения графов Прованса
Владения графов Тулузы
Владения графов Савойи
Владения дофинов Вьеннских
Владения королей Арагона
Церковные владения Красной линией обозначены границы Нижней Бургундии, Франции и Италии на 1200 год

В 1125 году по договору между Дульсой Прованской и графом Тулузским Альфонсом Иорданом произошёл и территориальный раздел Прованса на маркизат Прованс (земли к северу от низовий Дюранса и по правому берегу Роны), отошедший графам Тулузским, и графство Прованс (земли между Роной, Дюрансом, Альпами и морем), доставшееся Барселонскому дому. Авиньон  и некоторые другие города остались в общем владении.

## Графы и маркизы Прованса из Тулузского дома

Герб графов Тулузских

- с 1063 — после 1081 — Бертран I, младший сын Эммы Прованской и Гильома Тайлефера, граф Прованса
- после 1081—1105 — Раймунд IV Сен-Жильский, племянник и зять предыдущего, граф Прованса, с 1093 г., после смерти Бертрана II, — маркиз Прованса
- 1105—1112 — Бертран III, сын предыдущего, маркиз Прованса
- 1112—1148 — Альфонс I Иордан, единокровный брат предыдущего, маркиз Прованса
- 1148—1194 — Раймунд V, сын предыдущего, маркиз Прованса

- 1148—1148 — Альфонс II, соправитель брата

- 1194—1222 — Раймунд VI, сын предыдущего, маркиз Прованса
- 1222—1249 — Раймунд VII, сын предыдущего, маркиз Прованса
- 1249—1271 — Жанна I, дочь предыдущего, маркиза Прованса
- 1249—1271 — Альфонс III (IV) Пуатье, муж предыдущей, маркиз Прованса; потомства не оставил

После смерти Альфонса и его жены Жанны Тулузской маркизат Прованс отошёл французской короне.

## Графы Прованса из Барселонского и Анжуйского домов

### Барселонский дом
- 1112—1131 — Раймунд Беренгер I, муж Дульсы Прованской, граф Барселоны и Прованса
- 1131—1144 — Беренгер Раймунд I, младший сын предыдущего, граф Прованса. До 1161 г. регентом при нём был его дядя Рамон Беренгер IV, граф Барселоны, который иногда входит в список графов Прованса как Раймунд Беренгер II (и в таком случае его внучатый племянник именуется Раймундом Беренгером III)
- 1144—1166 — Раймунд Беренгер II (III), сын предыдущего
- 1166—1167 — Дульса II (ум. 1172), дочь предыдущего, графиня Прованса

Герб королей Арагона

- 1167—1173 — Альфонс I Целомудренный  (1152—1196), двоюродный брат предыдущей (сын Рамона Беренгера IV), граф Барселоны, с 1162 года король Арагона как Альфонсо II Целомудренный. Отобрал графство у Дульсы под предлогом недопустимости женского наследования. В 1173 г. уступил его брату
- 1173—1181 — Раймунд Беренгер III (IV), брат предыдущего
- 1181—1185 — Санчо I, в 1185 был лишен графства братом Альфонсом I
- 1185—1196 — Альфонс I Целомудренный, провозгласил себя также маркизом Прованса (Альфонс III)
- 1196—1209 — Альфонс II Беренгер, сын предыдущего
- 1209—1245 — Раймунд Беренгер IV (V), сын предыдущего. Не имея наследников мужского пола, передал графство дочери Беатрисе, вышедшей за Карла I Анжуйского
- 1245—1267 — Беатриса, дочь предыдущего, вышла в 1246 году за Карла Анжуйского, брата Людовика IX Святого, также ставшего графом Прованса как Карл I

### Первый Анжуйский дом

Герб Карла Анжуйского с 1246 г. как короля Неаполя

- 1246—1285 — Карл I Анжуйский, король Сицилии и Неаполя, муж предыдущей
- 1285—1309 — Карл II, король Неаполя, сын предыдущего
до 1305 — Раймунд Беренгар VI, сын предыдущего
- 1309—1343 — Роберт Мудрый, король Неаполя, брат предыдущего
- 1343—1382 — Джованна I, королева Неаполя, внучка предыдущего
- 1344—1345 — Андрей I король Неаполя, муж предыдущей
1346—1362 — Людовик I, муж Джованны

В 1367 году графство Прованс было захвачено Людовиком I Анжуйским. В 1380 году королева Джованна I усыновила его и объявила своим наследником. С этого времени фактическими графами Прованса были представители дома Валуа-Анжу, однако формально титул графа Прованса входил в титулатуру королей Неаполя—представителей Анжу-Сицилийского дома
| Графы из Анжу-Сицилийского дома | | Графы из дома Валуа-Анжу |
| - 1382—1386 — Карл III Малый, король Неаполя и Сицилии, зять Джованны I - 1386—1414 — Владислав I Великодушный, король Неаполя, сын предыдущего - 1414—1435 — Джованна II, королева Неаполя, сестра предыдущего - 1415—1435 — Жак I, граф де Ла Марш, муж предыдущей | - 1382—1384 — Людовик II Анжуйский, приемный сын предыдущей - 1384—1417 — Людовик III Анжуйский, сын предыдущего - 1417—1434 — Людовик IV Анжуйский, сын предыдущего - 1434—1480 — Рене Анжуйский, брат предыдущего - 1480—1481 — Карл III, племянник предыдущего. Потомства не оставил; после его смерти графство Прованс отошло французскому королю. |                          |

- 1481—1483 — Людовик V, родственник предыдущего, Людовик XI как король Франции
- 1483—1486 — Карл IV, сын предыдущего, Карл VIII как король Франции.

Согласно эдикту об объединении 1486 года графство Прованс было объединено с Францией на правах унии и никогда не могло быть присоединено к ней. Титул графа Прованса входил в титулатуру королей Франции вплоть до 1789 года: par la grâce de Dieu roi de France, comte de Provence, Forcalquier et terres adjacentes (Милостию божией король Франции, граф Прованса, Форкалькье и прилежащих территорий).

## Куртуазный титул
Титул графа Прованского носил также младший брат Людовика XVI, Луи Станислас Ксавье (1755—1824), с 1814 года король Франции Людовик XVIII.